# Brookhaven (Georgia)
Brookhaven es una ciudad ubicada en el condado de DeKalb en el estado estadounidense de Georgia.  .En el año 2008 tenía una población de 52,000 habitantes. Brookhaven se encuentra ubicada al noreste de Atlanta.. A pesar de su población, no tiene ningún gobierno local, pero la convertiría en la ciudad más grande del condado, si se incorporase oficialmente como ciudad...

## Geografía
Brookhaven se encuentra ubicada en las coordenadas. 33°51'33.1"N, 84°20'20.0"W